# Bittenfelder Sämling
 (septembre 2011).
Si vous disposez d'ouvrages ou d'articles de référence ou si vous connaissez des sites web de qualité traitant du thème abordé ici, merci de compléter l'article en donnant les références utiles à sa vérifiabilité et en les liant à la section « Notes et références ».

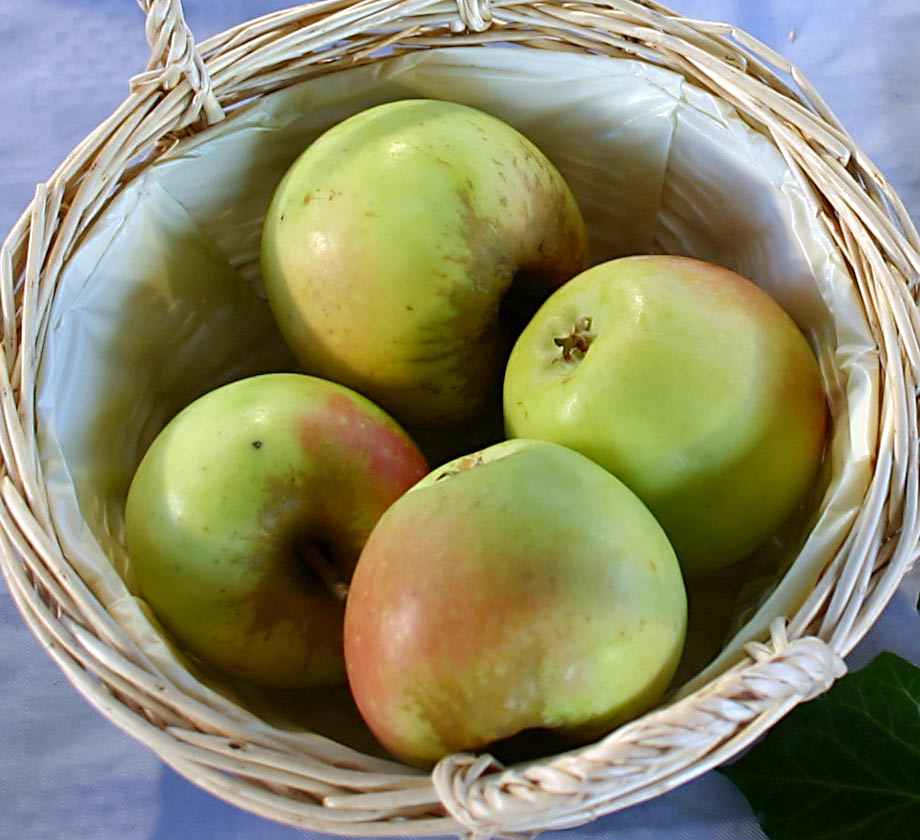
Pommes Bittenfelder-Sämling

Bittenfelder Sämling (littéralement « le semis de Bittenfeld ») est le nom d'un cultivar de pommier domestique.
Nom botanique: Malus domestica Borkh Bittenfelder

## Origine
Cette variété de pommier est issue d'un semis chanceux effectué dans le quartier de Bittenfeld à Waiblingen dans le Bade-Wurtemberg vers 1930.

## Le fruit

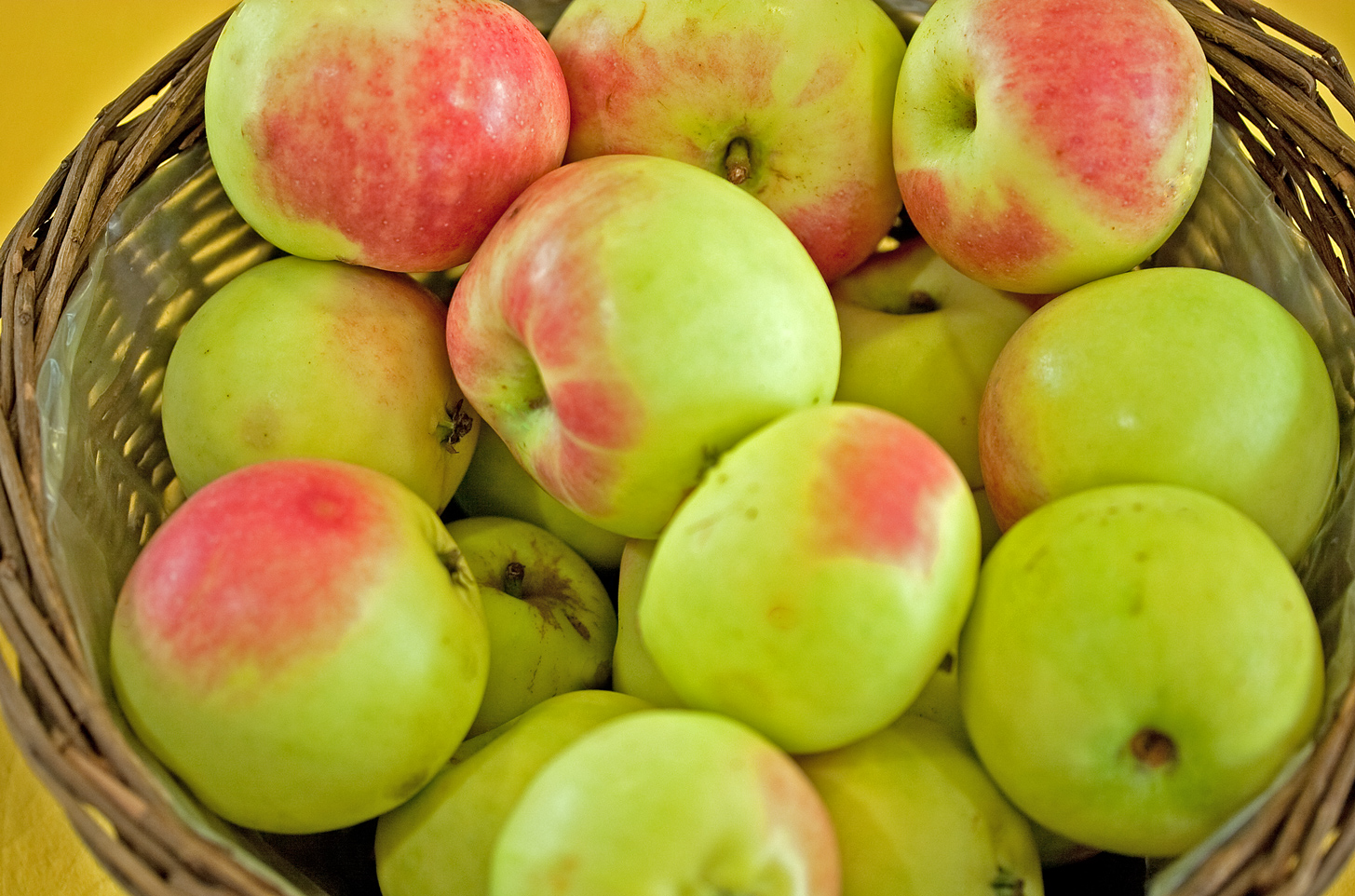
Bittenfelder.

La pomme Bittenfelder Sämling, de couleur jaune et de taille moyenne, est une des meilleures variétés de pommes à cidre car ses fruits juteux et acides ont une forte teneur en sucre.

## Culture
De croissance faible les premières années, le Bittenfelder est un arbre robuste, rustique et à longue vie. Il dispose d'une résistance élevée contre les maladies (à l'exception du chancre du collet) et supporte bien les sols humides. 
Idéal pour une formation en haute-tige, il ne produit des fruits que tardivement mais la production est alors abondante quoique ayant tendance à l'alternance.
Les pommes mûrissent de fin octobre à la mi-novembre et se conservent jusqu'en mars, période jusqu'à laquelle elles peuvent rester attachées à l'arbre.
Variété diploïde de qualité pollinique moyenne, la Bittenfelder est une bonne pomme à jus, idéale pour les pré-vergers.

## Porte-greffe
Le nom de cette variété semis de Bittenfelder (« Bittenfelder Sämling ») prête à confusion. En effet, certains pensent qu'un semis d'une graine provenant d'une pomme Bittenfelder donnerait des francs identiques au plant mère (multiplication générative). Or, s'il est connu que le Bittenfelder Sämling est un bon porte-greffe, il est peu probable compte tenu du polymorphisme génétique de la pomme qu'un semis issu de cette variété soit un Bittenfelder à part entière.[réf. nécessaire]
En revanche, il semble que certaines qualités comme la rusticité et la résistance aux maladies soient conservées dans les plants issus de semis.